# Македонска патриотична организация „Бистрица“ (Синсинати)
Македонската патриотична организация „Бистрица“ е секция на Македонската патриотична организация в Синсинати, Охайо, САЩ. Основана е през 1928 година по инициатива на Сребрен Янков от Хрупища и Христо Чачов от Кондороби. През 1935 година към организацията съществува и българско народно училище, а към него има любителска театрална група.
Към 19 септември 1932 година председател на секцията е Христо Д. Чачов, Апостол С. Андреев е подпредседател, Пандо Димитров е касиер, М. Ив. Юруков и Тимьо Търнов са съветници, а секретар е Иван Петров. В контролната комисия са Кирил Янков, Павел Талев и Ив. Вълчев. В увеселителната комисия влизат Елена Янкова, Катерина Колянова и Алекс. Андреева.
Дружеството е активно към 2021 година.